# Basan (yōkai)
Pour les articles homonymes, voir Basan.

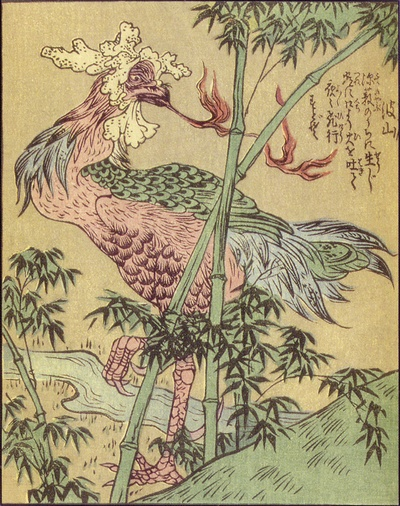
Le basan tel que représenté par Takehara Shunsen dans son Ehon hyaku monogatari.

Le basan (波山, « montagne de vague »), alternativement désigné par les noms basabasa (婆娑婆娑, « tourbillonnant-tourbillonnant ») ou inuhōō (犬鳳凰, « phœnix suprême ») est un oiseau semblable à une volaille dont les origines proviennent de la mythologie et du folklore japonais et qui est illustré dans le Ehon hyaku monogatari de Tekehara Shunsen et le Gazu hyakki yagyō. Il passe pour vivre dans les montagnes de la province d'Iyo (de nos jours préfecture d'Ehime).

## Description
Ce yōkai de la taille d'une dinde et à l'apparence d'un poulet est reconnaissable à son plumage coloré et sa crête flamboyante. Son aspect le plus remarquable est son souffle de feu.
Il vit généralement dans les bosquets de bambou au creux des montagnes mais se matérialise parfois dans des villages tard dans la nuit. Lorsque le basan bat des ailes, un étrange son de bruissement (basabasa) peut être entendu. Si un homme entend le son et regarde à l'extérieur, la forme de l'oiseau va soudainement disparaître.
L'idée d'un oiseau cracheur de feu n'est pas unique à cette tradition puisque les légendes européennes ont engendré le cocatrix, associé au basilic.